# Contaminação de ovos com fipronil em 2017
A contaminação de ovos com fipronil em 2017 é um incidente ocorrido na Europa envolvendo a contaminação de ovos por um pesticida que é proibido nos criadouros de galinhas. Ao todo 17 países foram afetados.O escândalo alimentar vem provocando discussões entre Bélgica e Holanda sobre os dados de uso do produto.Várias granjas foram interditadas e ocorreu a retirada de ovos das gôndolas de supermercados em diversos países.

## O problema
A situação teve início quando empresas ligadas a desinfecção de aves da  Holanda, Bélgica e Alemanha adquiriram o fipronil e o misturaram com outros pesticidas legais para aumentar seu efeito contra o piolho vermelho. O fipronil é estritamente proibido para produtos que entram na cadeia alimentar humana.